# Paroedura sanctijohannis
Paroedura sanctijohannis är en ödleart som beskrevs av  Günther 1879. Paroedura sanctijohannis ingår i släktet Paroedura och familjen geckoödlor. IUCN kategoriserar arten globalt som starkt hotad. Inga underarter finns listade i Catalogue of Life.